# Tour der australischen Rugby-Union-Nationalmannschaft nach Neuseeland 1952
| Tour der Wallabies nach Neuseeland 1952 | Tour der Wallabies nach Neuseeland 1952 | Tour der Wallabies nach Neuseeland 1952 | Tour der Wallabies nach Neuseeland 1952 | Tour der Wallabies nach Neuseeland 1952 |
| Übersicht                               | S                                       | G                                       | U                                       | N                                       |
| --------------------------------------- | --------------------------------------- | --------------------------------------- | --------------------------------------- | --------------------------------------- |
| Test Matches                            | 02                                      | 1                                       | 0                                       | 1                                       |
| Sonstige Spiele                         | 08                                      | 7                                       | 0                                       | 1                                       |
| Gesamt                                  | 10                                      | 8                                       | 0                                       | 2                                       |
|                                         |                                         |                                         |                                         |                                         |
| Neuseeland                              | 02                                      | 1                                       | 0                                       | 1                                       |

Die Tour der australischen Rugby-Union-Nationalmannschaft nach Neuseeland 1952 umfasste eine Reihe von Freundschaftsspielen der Wallabies, der Nationalmannschaft Australiens in der Sportart Rugby Union. Das Team reiste im August und September 1952 durch Neuseeland. Es bestritt zehn Spiele, darunter zwei Test Matches gegen die All Blacks. Mit je einem Sieg und einer Niederlage verteidigte Neuseeland den Bledisloe Cup. In den übrigen Spielen mussten die Australier eine weitere Niederlage hinnehmen.

## Spielplan
- Hintergrundfarbe grün = Sieg
- Hintergrundfarbe rot = Niederlage

(Test Matches sind grau unterlegt; Ergebnisse aus der Sicht Australiens)
| #  | Datum              | Gegner                            | Ort              | Stadion            | Ergebnis |
| -- | ------------------ | --------------------------------- | ---------------- | ------------------ | -------- |
| 01 | 13. August 1952    | North Auckland Rugby Union        | Whangārei        | Okara Park         | 21:14    |
| 02 | 16. August 1952    | Auckland Rugby Football Union     | Auckland         | Eden Park          | 17:16    |
| 03 | 20. August 1952    | King Country Rugby Football Union | Otorohanga       | Island Reserve     | 16:6     |
| 04 | 23. August 1952    | Taranaki Rugby Football Union     | New Plymouth     | Rugby Park         | 13:9     |
| 05 | 27. August 1952    | Manawatu Rugby Union              | Palmerston North | Showgrounds Oval   | 16:6     |
| 06 | 30. August 1952    | Otago Rugby Football Union        | Dunedin          | Carisbrook         | 12:9     |
| 07 | 03. September 1952 | Southland Rugby Football Union    | Invercargill     | Rugby Park Stadium | 9:24     |
| 08 | 06. September 1952 | Neuseeland                        | Christchurch     | Lancaster Park     | 14:9     |
| 09 | 10. September 1952 | Nelson Bays Rugby Union           | Nelson           | Trafalgar Park     | 29:12    |
| 10 | 13. September 1952 | Neuseeland                        | Wellington       | Athletic Park      | 8:15     |

## Test Matches
| 6. September 1952 | Neuseeland                                   | 9 : 14        | Australien                                                                | Lancaster Park, Christchurch Zuschauer: 35.000 Schiedsrichter: Ashley Griffiths (Neuseeland) |
| 6. September 1952 | Versuche: Fitzgerald White Straftritte: Bell | (6:5) Bericht | Versuche: Barker Stapleton Windon Erhöhungen: Cottrell Dropgoals: Solomon | Lancaster Park, Christchurch Zuschauer: 35.000 Schiedsrichter: Ashley Griffiths (Neuseeland) |

Aufstellungen:
- Neuseeland: Raymond Bell, Bob Duff, Peter Eastgate, Allan Elsom, Percy Erceg, Jim Fitzgerald, John Hotop, Ian Irvine, Ron Jarden, Hugh McLaren, Kevin Meates, Alan Reid, Edward Robinson, Kevin Skinner , Richard White
- Australien: Herbert Barker, Jack Baxter, Alan Cameron, Raymond Colbert, Neville Cottrell, Brian Cox, Keith Cross, Robert Davidson, Brian Johnson, Tony Miller, John O’Neill, John Solomon , Edgar Stapleton, Murray Tate, Colin Windon

| 13. September 1952 | Neuseeland                                                           | 15 : 8        | Australien                                                  | Athletic Park, Wellington Zuschauer: 27.000 Schiedsrichter: James Frood (Neuseeland) |
| 13. September 1952 | Versuche: Hotop Robinson Straftritte: Bowden Jarden Dropgoals: Hotop | (9:3) Bericht | Versuche: Windon Erhöhungen: Cottrell Straftritte: Cottrell | Athletic Park, Wellington Zuschauer: 27.000 Schiedsrichter: James Frood (Neuseeland) |

Aufstellungen:
- Neuseeland: Raymond Bell, Noel Bowden, Mick Bremner, Keith Davis, bob Duff, Peter Eastgate, Allan Elsom, Ian Hammond, John Hotop, Ron Jarden, Kevin Meates, Edward Robinson, Jack Skeen, Kevin Skinner , Richard White
- Australien: Herbert Barker, Jack Baxter, Alan Cameron, Raymond Colbert, Neville Cottrell, Brian Cox, Robert Davidson, Brian Johnson, Tony Miller, John O’Neill, Nicholas Shehadie, John Solomon , Edgar Stapleton, Murray Tate, Colin Windon